# Umeå Fotbollsclub
L'Umeå Fotbollsclub è una società calcistica svedese con sede nella città di Umeå, in Svezia.
Nel 2025 torna a militare in Superettan, la seconda divisione del campionato svedese.

## Palmarès

### Competizioni nazionali
- Division 1: 3

1995, 2011, 2024
- Division 2: 2

2004, 2005

### Altri piazzamenti
- Division 1:

Secondo posto: 2019
Vittoria play-off: 1998
Finalista play-off: 1994

## Organico

### Rosa 2020
Aggiornata al 4 ottobre 2020.
| N. |                    | Ruolo | Calciatore      |
| -- | ------------------ | ----- | --------------- |
| 1  | Svezia (bandiera)  | P     | Viktor Frodig   |
| 2  | Svezia (bandiera)  | D     | Jakob Bergman   |
| 3  | Svezia (bandiera)  | D     | Jens Stigedahl  |
| 4  | Svezia (bandiera)  | D     | Dillan Ismail   |
| 5  | Francia (bandiera) | D     | Aurelien Norest |
| 6  | Svezia (bandiera)  | C     | Stefan Lindmark |
| 7  | Svezia (bandiera)  | D     | Enis Ahmetovic  |
| 8  | Svezia (bandiera)  | A     | Adam Chennoufi  |
| 9  | Uganda (bandiera)  | A     | Alexis Bbakka   |
| 10 | Svezia (bandiera)  | A     | Mikael Wikström |
| 11 | Svezia (bandiera)  | A     | Timothy McNeil  |
| 14 | Svezia (bandiera)  | C     | Deniz Yaldır    |
| 15 | Spagna (bandiera)  | C     | Jorge Juliá     |

| N. |                          | Ruolo | Calciatore      |
| -- | ------------------------ | ----- | --------------- |
| 16 | Ucraina (bandiera)       | D     | Myroslav Mazur  |
| 17 | Svezia (bandiera)        | A     | Rodin Deprem    |
| 18 | Giappone (bandiera)      | D     | Sōya Takahashi  |
| 19 | Kosovo (bandiera)        | A     | Bajram Ajeti    |
| 20 | Ghana (bandiera)         | C     | Emmanuel Yeboah |
| 23 | Svezia (bandiera)        | A     | Yoel Embaye     |
| 24 | Svezia (bandiera)        | C     | Erik Lundström  |
| 28 | Etiopia (bandiera)       | C     | Beneyam Demte   |
| 30 | Svezia (bandiera)        | P     | Måns Nygren     |
| 31 | Nuova Zelanda (bandiera) | P     | Cameron Hogg    |
| 32 | Norvegia (bandiera)      | D     | Nicklas Raaholt |
| 35 | Svezia (bandiera)        | D     | Linus Sahlin    |